# Магнолия (фильм, 1916)
«Магнолия» — российский дореволюционный художественный немой фильм. Премьера состоялась 6 сентября 1916 года. Другие названия — «Катя-виноградница», «Поединок на скале», «Путь к победе», «Поэма любви», «Современная Суламифь». Фильм не сохранился. 

## Сюжет
Красавица-батрачка Магнолия работает на виноградниках. Будучи невестой рыбака, который страстно любит её, она неожиданно знакомится с графом. Граф влюбляется в батрачку, у неё вспыхивает ответное чувство, и Магнолия порывает со своим женихом.

Мучимый ревностью рыбак подстерегает влюблённых на скале, выдвинувшейся над морем. Он сбрасывает на них огромный камень, пытаясь погубить. Но влюблённые оказались только «на волосок от смерти» и остались живы и невредимы. Тогда обезумевший от ревности рыбак набросился на графа, и после ожесточённой борьбы оба соперника, сцепившись друг с другом, упали с обрыва в бездонную глубину моря, где вместе и погибли. В живых осталась одна только Магнолия... 

## В ролях
| Актёр           | Роль     |
| --------------- | -------- |
| М. Стефановская | Магнолия |
| А. Мичурин      | рыбак    |
| М. Тамаров      | граф     |
| Е. Старская     |          |

## Критика
Рецензируя фильм «Магнолия», журнал «Проектор» писал: «Русское ателье „Биохром“ выпустило очень хорошую картину заграничного жанра. В ней есть раньше всего прекрасная техника, великолепная фотография, красивые крымские пейзажи, виды моря, гор, скал; недурные виражи, несколько типичных заграничных трюков...». «Эти трюки ловко поставлены, — писал рецензент, — исполнение гладкое, но без искры вдохновения».
Историк дореволюционного кино Вениамин Вишневский отметил, что этот любовно-приключенческий фильм  «интересно заснят в Крыму», но «сюжет глуп и надуман». 
Историк кинематографа C. Гинзбург написал, что «вышедшая в 1916 году картина „Магнолия“ была, вероятно, одним из последних проявлений подражательных тенденций в русской дореволюционной кинематографии». 

Фильм «Магнолия» был «роскошной драмой», поставленной в полном соответствии с канонами французской кинематографической мелодрамы тех лет...<...> Стремление к мещанской, непереносимо пошлой «красивости» отличало и режиссёрскую и операторскую трактовку фильма, лишённую каких бы то ни было психологических деталей или признаков характерности игру актёров (хотя главные роли рыбака и графа исполняли опытные и хорошие театральные актёры А. Мичурин и М. Тамаров). Главное внимание постановщика и оператора было направлено на то, чтобы как можно слащавей изобразить отношения между действующими лицами и среду, в которой эти отношения развиваются; крымская природа была снята с конфетной «красивостью», которая усугублялась «эффектными» синими виражами лунного света и розовыми — предзакатного освещения. 